# HD 134946
HD 134946，又名CD-2312133，SAO 183269、HR 5655，是一颗恒星，视星等为6.47，位于銀經340.01，銀緯28.47，其B1900.0坐标为赤經15h 7m 26.6s，赤緯-23° 28.47′ 56″。